# Focke-Wulf
Focke-Wulf Flugzeugbau AG byl německý letecký výrobce, kterého nejvíce proslavil úspěšný stíhací letoun z doby druhé světové války Fw 190. Vznikl v roce 1924 a zanikl v roce 1964 sloučením se společností Weser Flugzeugbau GmbH do Vereinigte Flugtechnische Werke. Po několika dalších fúzích se jeho nástupnické společnosti zařadily mezi předchůdce současné firmy Airbus.

## Historie

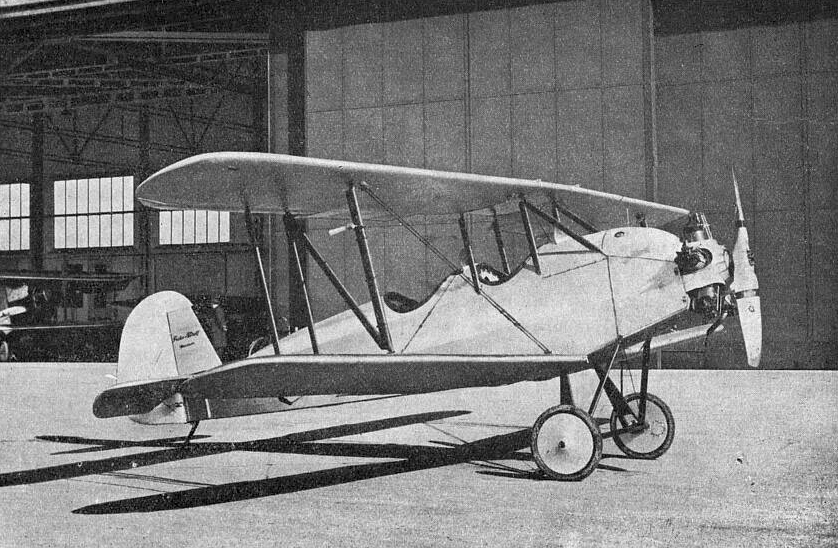
Focke-Wulf S 24a Kiebitz s motorem Walter NZ-60

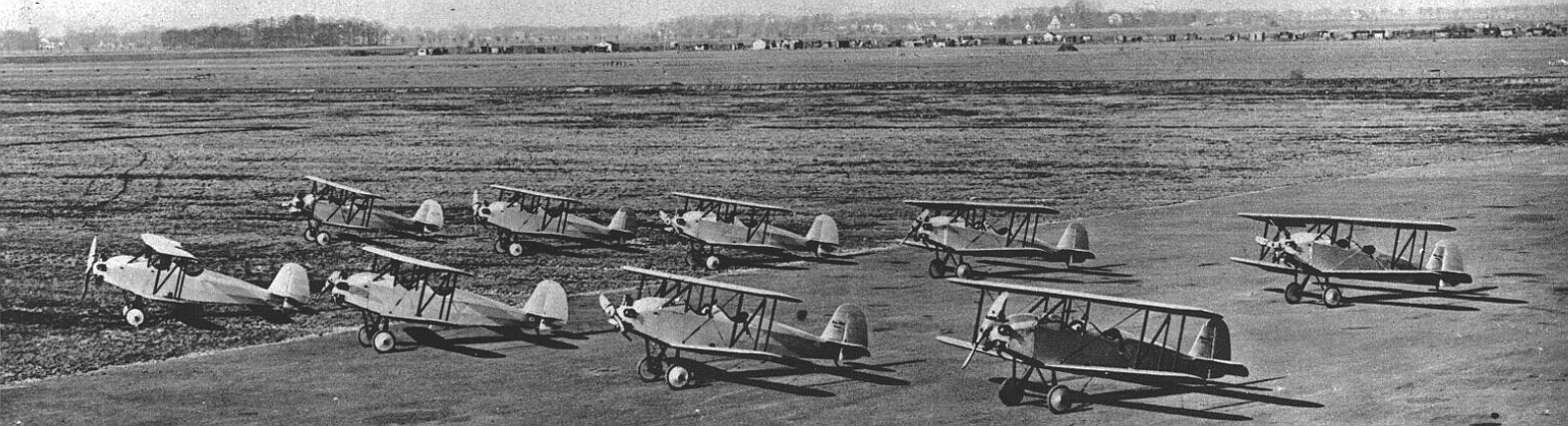
Letka letadel Focke-Wulf S 24a Kiebitz s motory Walter NZ-60 určených pro Čínu

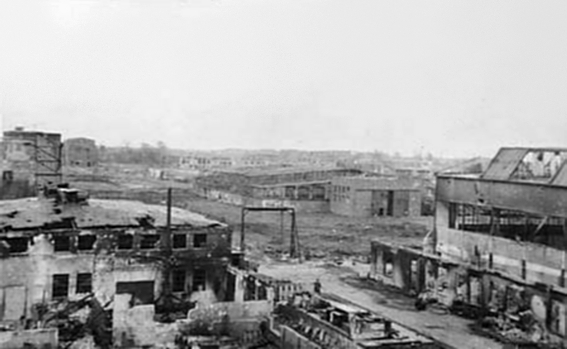
Zničený výrobní závod Focke-Wulf v Brémách (1945)

Firma byla založena v Brémách 1. ledna 1924 jako Bremer Flugzeugbau AG profesorem Henrichem Fockem, Georgem Wulfem a Dr. Wernerem Naumannem, který byl po celou dobu její existence obchodním ředitelem. Po krátké době byla přejmenována na Focke-Wulf Flugzeugbau AG. První vyráběné letadlo po založení společnosti bylo malé obchodní letadlo Focke-Wulf A 16. V roce 1931 se firma sloučila s berlínskou společností Albatros Flugzeugwerke a šéfkonstruktérem se stal talentovaný inženýr Kurt Tank. Od lehkých dopravních a cvičných letounů se Focke-Wulf postupně zcela přeorientoval na vojenskou výrobu.
V roce 1937 z firmy odešel Heinrich Focke a založil novou firmu Focke-Achgelis, která se zabývala vývojem vrtulníků.
Během druhé světové války Focke-Wulf vyráběl těžký čtyřmotorový dopravní a protilodní bombardér Fw 200 Condor, taktický průzkumný Fw 189 i licenční Messerschmitty Bf 109 a Bf 110. Významem je ale dalece převýšil stíhací letoun Fw 190, který byl v licenci vyráběn i jinými firmami.
Na konci roku 1944 pracovalo v továrnách Focke-Wulfu přes 30 000 lidí.

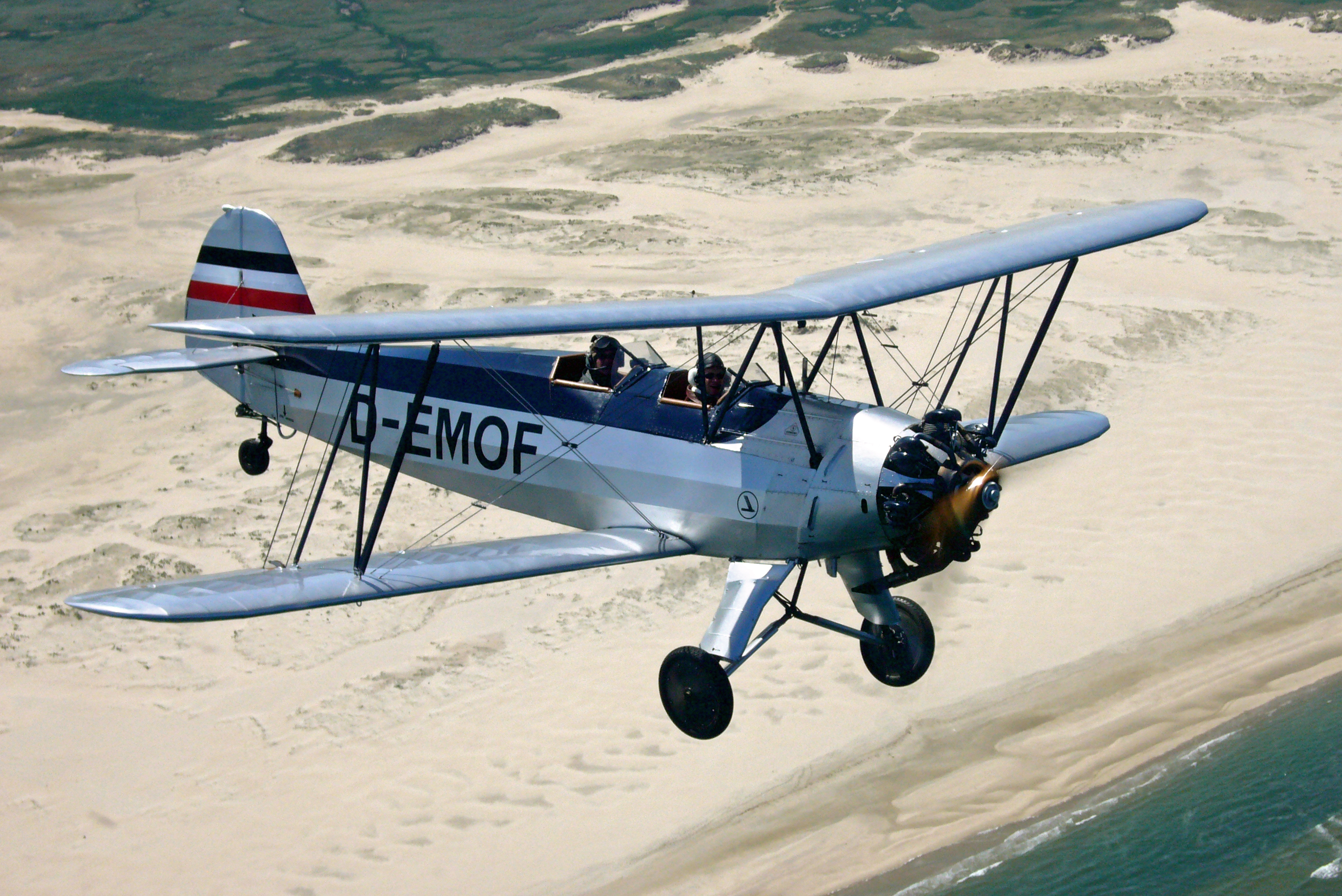
Focke-Wulf Fw 44

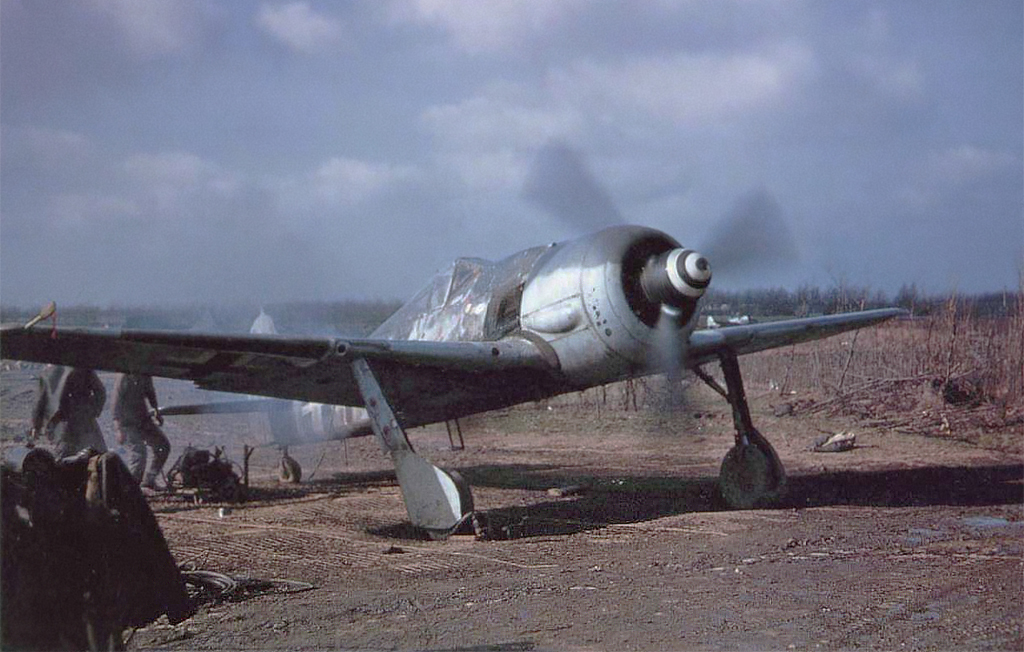
Focke-Wulf Fw 190

## Vyráběné typy
- Focke-Wulf S 24 Kiebitz - sportovní a cvičný dvouplošník
- Focke-Wulf A 33 Sperber - malý dopravní hornoplošník
- Focke-Wulf Fw 44 Stieglitz – cvičný dvouplošník
- Focke-Wulf Fw 56 Stösser – cvičný parasol (jednoplošník)
- Focke-Wulf Fw 57 – prototyp dvoumotorového těžkého stíhače a bombardéru
- Focke-Wulf Fw 58 Weihe – dopravní a cvičný letoun
- Focke-Wulf Fw 61 – prototyp vrtulníku
- Focke-Wulf Fw 62 – průzkumný dvouplošný hydroplán
- Focke-Wulf Ta 152 – záchytný stíhač (odvozený od Fw 190)
- Focke-Wulf Ta 154 Moskito – noční stíhač
- Focke-Wulf Fw 159 – prototyp stíhacího letounu
- Focke-Wulf Ta 183 – prototyp proudového stíhače
- Focke-Wulf Fw 186 – prototyp průzkumného autogira
- Focke-Wulf Fw 187 Falke – dvoumotorový těžký stíhač (Zerstörer)
- Focke-Wulf Fw 189 Uhu – dvoumotorový armádní spojovací/taktický průzkumný letoun
- Focke-Wulf Fw 190 Würger – stíhací letoun
- Focke-Wulf Fw 191 – prototyp dvoumotorového bombardéru
- Focke-Wulf Fw 200 Kondor – čtyřmotorový dopravní a námořní hlídkový letoun

## Plánované a nedokončené typy
- Focke-Wulf Fw 259
- Focke-Wulf Ta 283
- Focke-Wulf Fw 300
- Focke-Wulf Fw 400
- Focke-Wulf Fw P.0310.025-1006
- Focke-Wulf Fw Triebflügel
- Focke-Wulf VTOL projekt
- Focke-Wulf Fw 1000x1000x1000
- Focke-Wulf Fw Super Lorin